# Господски живот Стипе Звонарова
„Господски живот Стипе Звонарова” је југословенски ТВ филм из 1988. године. Режирао га је Бранко Шмит а сценарио је написао Бранислав Свилокос.

## Улоге
| Глумац            | Улога                  |
| ----------------- | ---------------------- |
| Иво Грегуревић    | Стипе Звонаров         |
| Љиљана Јовановска | Мара                   |
| Фабијан Шоваговић | Гостионичар Фила       |
| Љиљана Генер      | Мајка                  |
| Иван Бркић        | Лугар                  |
| Крешимир Зидарић  | Управник               |
| Данило Попржен    | Пава Стипанов најамник |
| Ђорђе Босанац     | Ром / Циган            |

Остале улоге  ▼
| Глумац          | Улога            |
| --------------- | ---------------- |
| Анита Шмит      | Циганка пјеваљка |
| Иван Томљеновић | Таст             |
| Људевит Галић   | Портир           |
| Фрањо Јелинек   | Гост у гостиони  |